# Naoshima (Kagawa)
Naoshima (直島町 Naoshima-chō?) es un pueblo localizado en la prefectura de Kagawa, Japón. En octubre de 2019 tenía una población estimada de 3.088 habitantes y una densidad de población de 217 personas por km². Su área total es de 14,22 km².
Naoshima es conocida por sus numerosos museos de arte contemporáneo. Por ejemplo, el Museo de Arte Chichu (literalmente, "en la tierra") que alberga una serie de instalaciones específicas del sitio de James Turrell, Walter De Maria y pinturas de Claude Monet. Otro museo (y hotel) contemporáneo es Benesse House y el museo James Bond.

## Geografía

### Localidades circundantes
- Prefectura de Okayama
  - Tamano

## Demografía
Según los datos del censo japonés, esta es la población de Naoshima en los últimos años.
| 1995  | 2000  | 2005  | 2010  | 2015  |
| ----- | ----- | ----- | ----- | ----- |
| 4.162 | 3.705 | 3.538 | 3.325 | 3.139 |

## Relaciones internacionales

### Ciudades hermanadas
- Timmins, Canadá – desde el 28 de agosto de 1981